# Linshanhe (köpinghuvudort i Kina, Hubei Sheng, lat 30,74, long 114,88)
Linshanhe är en köpinghuvudort i Kina. Den ligger i provinsen Hubei, i den centrala delen av landet, omkring 60 kilometer öster om provinshuvudstaden Wuhan. Antalet invånare är 57 183. Befolkningen består av 27 267 kvinnor och 29 916 män. Barn under 15 år utgör 13,0 %, vuxna 15-64 år 76 %, och äldre över 65 år 10,0 %.
Runt Linshanhe är det tätbefolkat, med 881 invånare per kvadratkilometer. Närmaste större samhälle är Xinzhou, 15,9 km nordväst om Linshanhe. Trakten runt Linshanhe består till största delen av jordbruksmark.
Genomsnittlig årsnederbörd är 1 738 millimeter. Den regnigaste månaden är juli, med i genomsnitt 284 mm nederbörd, och den torraste är december, med 27 mm nederbörd.